# Relations entre le Danemark et la Palestine
Les relations entre le Danemark et la Palestine désignent les liens, échanges, confrontations, collaborations et rencontres, d’ordre économique, diplomatique, et culturel, qu’ont entretenus hier et entretiennent aujourd’hui le Danemark et la Palestine.
Le Danemark possède un bureau de représentation à Ramallah. L'État de Palestine possède une mission semi-diplomatique avec rang d'ambassade à Copenhague. Cependant, le Danemark ne reconnaît pas l'existence de la Palestine et ses droits à la souveraineté, interdisant ainsi les relations réelles et s'oppose parfois quelque peu à l'Autorité palestinienne.

## Reconnaissance de l'État de Palestine
Le 29 novembre 1947, le Danemark vote pour le plan de partage des Nations unies pour la Palestine, soutenant la division de la Palestine en deux États. En décembre 2010, l'Autorité nationale palestinienne demande au Danemark de reconnaître l'État avec ses frontières de 1967. En janvier 2011, le Danemark et la Norvège déclarent qu'ils reconnaîtraient bientôt l'État de Palestine, et le 9 mars, Mahmoud Abbas se rend au Danemark pour la première fois, pour discuter des relations bilatérales entre le Danemark et la Palestine. Au cours de la visite, la ministre danoise des Affaires étrangères, Lene Espersen, déclare que le Danemark n'envisage pas de reconnaître l'État de Palestine. Le 29 mai, les sociaux-démocrates révèlent que s'ils remportent les prochaines élections législatives, ils reconnaîtraient l'État de Palestine,.
Le 15 septembre 2011, les sociaux-démocrates remportent les élections danoises de 2011, et expriment leur soutien à l'adhésion palestinienne à l'ONU, mais attendent une décision commune de l'Union européenne. Le 22 septembre 2012, des centaines de danois manifestent devant le Folketing. L'ambassadeur palestinien au Danemark déclare : "Cette reconnaissance renforcera les relations dano-arabes et reflète le soutien du peuple danois à la candidature palestinienne à l'ONU". En octobre 2012, le Danemark s'abstient de voter la résolution pour l'adhésion de la Palestine à l'UNESCO.
L'Alliance rouge-verte danoise (Enhedslisten) est partisane d'un État palestinien indépendant, mais aucun autre parti représenté au Folketing n'a la reconnaissance danoise de la Palestine comme ligne de parti.

## Aide danoise au développement
Le Danemark fournit une assistance aux territoires palestiniens occupés de trois manières. Le pays continue de participer au processus de paix, en promouvant la Feuille de route pour la paix entre autres initiatives. Le département des affaires des négociations de l'OLP participe à une telle initiative de consolidation de la paix que le Danemark soutient. Le Danemark soutient la création d'un État palestinien souverain, démocratique et pacifique. Il soutient actuellement des organisations qui mettent en place les conditions préalables à ces idéaux, telles que la lutte contre la corruption, le renforcement des droits de l'homme et la garantie d'élections libres et équitables.
Le Danemark cherche également à améliorer les conditions de vie en Palestine en soutenant le développement du secteur privé. Le pays soutient actuellement des conseils locaux plus petits dans la région de Jénine par le biais de la fusion et du renforcement des capacités. Une augmentation de l'intégration économique entre la Cisjordanie et Israël est également un objectif des danois.
En mai 2017, l'Autorité palestinienne, via son organisation Women's Affairs Technical Committee (WATC), nomme un centre pour femmes de la ville de Burqa en l'honneur de Mughrabi et la célèbre comme un modèle. Le centre est construit avec l'aide du gouvernement norvégien et d'ONU Femmes. Les Nations unies condamnent le nom comme "glorification du terrorisme" et exigent que son logo soit retiré du bâtiment. Le ministère danois des Affaires étrangères lance ses propres enquêtes sur le WATC et découvre qu'il cache des informations centrales sur le nom du centre, le pays met donc fin à ses relations de travail avec le WATC. À la suite de ces conclusions, le ministère danois cesse également de financer 23 autres ONG en Palestine au 1er janvier 2018,.

## Palestiniens au Danemark
Dans les années 1980, pendant la guerre civile libanaise, 19 000 réfugiés palestiniens fuient vers le Danemark. 1000 d'entre eux viennent de Lubya (en).